# Сия (приток Косы)
Сия — река в России, протекает по Косинскому району Пермского края. Устье реки находится в 86 км от устья реки Косы по левому берегу. Длина реки составляет 38 км.
Исток реки на Верхнекамской возвышенности в 22 км к юго-востоку от посёлка Пуксиб. Исток лежит на водоразделе бассейнов Косы и Уролки, рядом с истоком Сии берёт начало река Вырваж, приток Уролки. В верхнем течении течёт на юго-запад, после впадения Кыдзью поворачивает на северо-запад. В верхнем течении близ реки деревни Гришкино и Денино, нижнее течение проходит по ненаселённому лесу. Впадает в Косу напротив посёлка Пуксиб.

## Притоки
(указано расстояние от устья)
- 7,2 км: река Седзьсия (пр)
- ручей Пипуашор (пр)
- 22 км: река Кыдзью (Кыджжию[2], лв)
- ручей Павжиншор (лв)

## Данные водного реестра
По данным государственного водного реестра России относится к Камскому бассейновому округу, водохозяйственный участок реки — Кама от истока до водомерного поста у села Бондюг, речной подбассейн реки — бассейны притоков Камы до впадения Белой. Речной бассейн реки — Кама.
Код объекта в государственном водном реестре — 10010100112211100002772.